# Carré d'infanterie

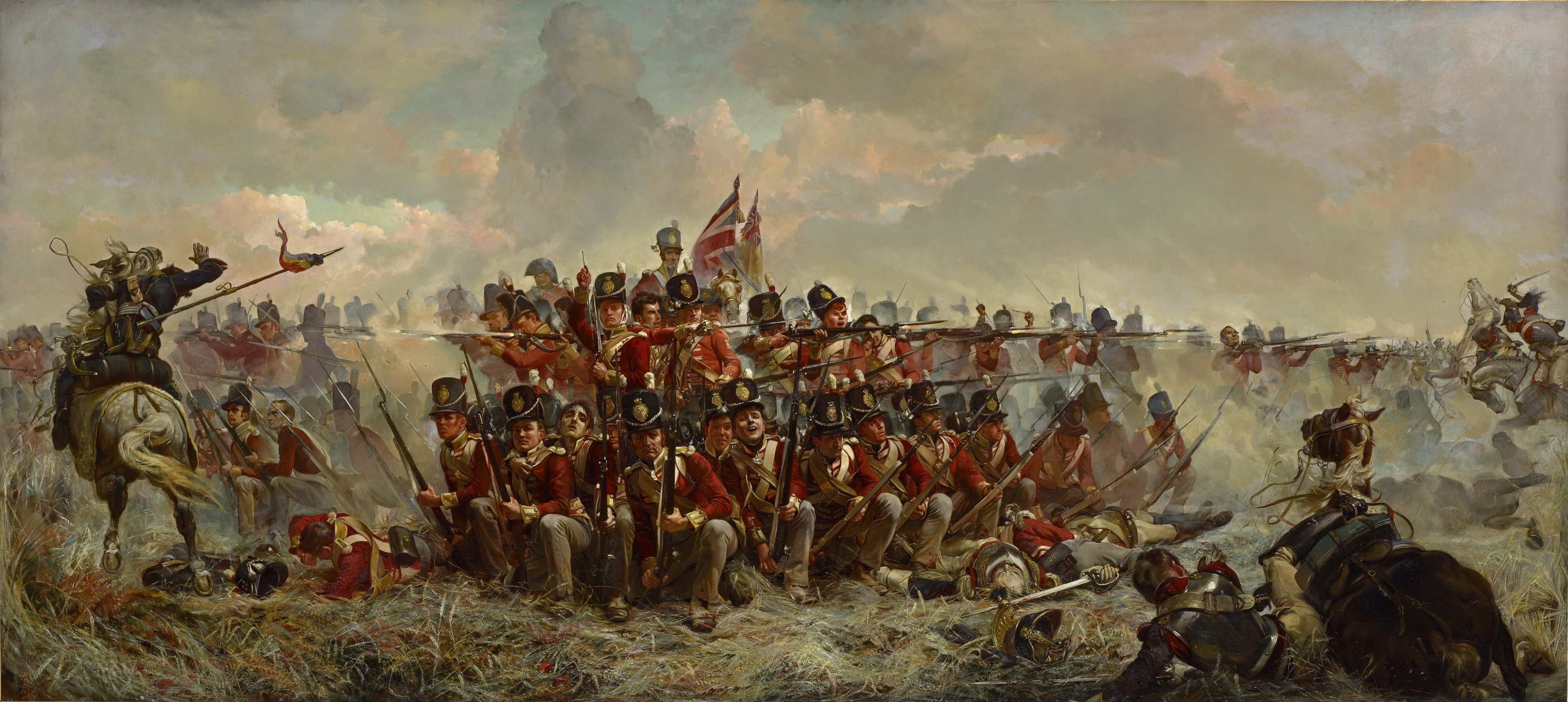
Bataille des Quatre-Bras pendant les Cent-Jours (ère napoléonienne). Le 28th (North Gloucestershire) Regiment of Foot (reconnaissable à son shako « tuyau de poêle ») a formé le carré d'infanterie et résiste à la cavalerie française. À Quatre-Bras, d'autres corps britanniques n'auront pas le temps d'adopter la formation défensive par excellence et seront dispersés (voir infra).

Un carré d'infanterie est une formation militaire de combat qu'une unité d'infanterie forme en ordre serré quand elle est menacée d'une attaque de cavalerie.

## Prémices
La formation fut décrite par Plutarque et utilisée par l'armée romaine. Elle fut développée à partir d'une formation circulaire. Plus précisément, un imposant carré d'infanterie fut formé par les légions romaines lors de la bataille de Carrhes contre les Parthes, et dont les armées continrent une grande partie de la cavalerie adverse.
Les forces montées d'infanterie de l'empire des Han utilisèrent avec succès des tactiques mettant en œuvre des formations de carrés d'infanterie mobile conjointement avec de la cavalerie légère dans leurs nombreux affrontements, à l'origine contre les armées nomades de cavalerie Xiongnu au Ier siècle apr. J.-C. Les carrés d'infanterie furent utilisés lors du siège des installations nomades situées dans les montagnes près de la région de Gobi, où les armées Han repoussèrent les attaques de lanciers nomades.
Par la suite apparurent les carrés de piquiers écossais (le schiltron), suisse (le Gewalthaufen ) et espagnol (le tercio), qui furent renforcés d'arquebusiers pour les rendre encore plus efficaces.

## Pendant les guerres napoléoniennes

### En théorie et en pratique

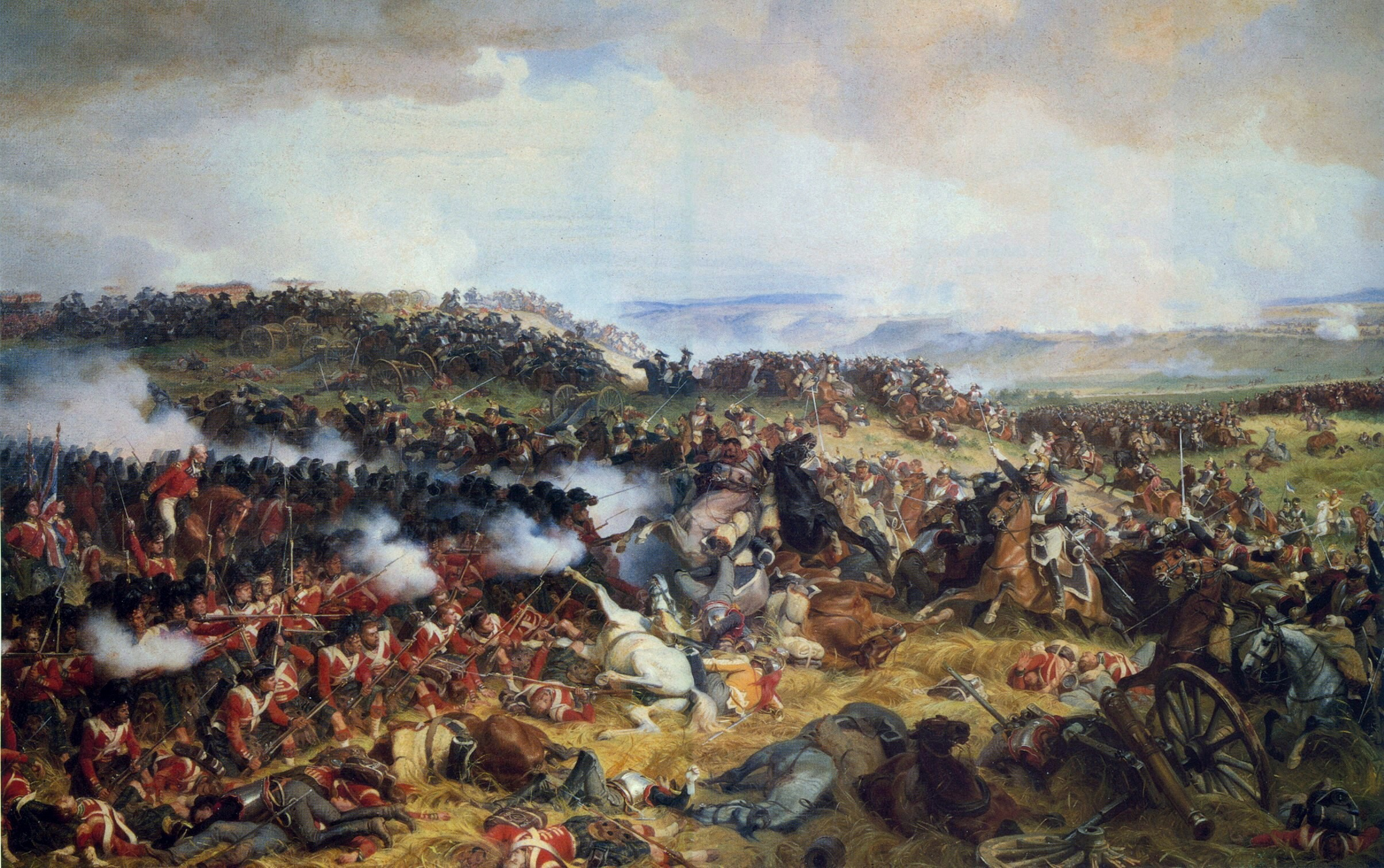
Bataille de Waterloo: les Highlanders en carré résistent aux charges des cuirassiers français. Noter au centre du carré l'officier à cheval qui commande le feu, et le sous-officier impassible qui surveille son front.

Il s'agissait d'un carré (ou parfois d'un rectangle) au centre vide, dont les côtés étaient formés par 2 (ou plus) rangs de soldats armés de leur fusil à un coup, baïonnette au canon. Le carré pouvait être formé rapidement lors de la  progression en colonne, alors que la ligne, si elle donnait une grande puissance de feu, était beaucoup plus longue à transformer en carré.
La plus petite unité pouvant former un carré d'infanterie était en général un bataillon, soit 500 à 1 000 hommes.
Les étendards et le commandant étaient placés au centre du carré, de même que les réserves, qu'on pouvait envoyer en renfort à l'endroit où le carré était soumis à une attaque. Un carré de 500 hommes sur 4 rangs, comme ceux que les troupes de Wellington formèrent lors de la bataille de Waterloo, réalisait une formation compacte de 20 m de côté environ.

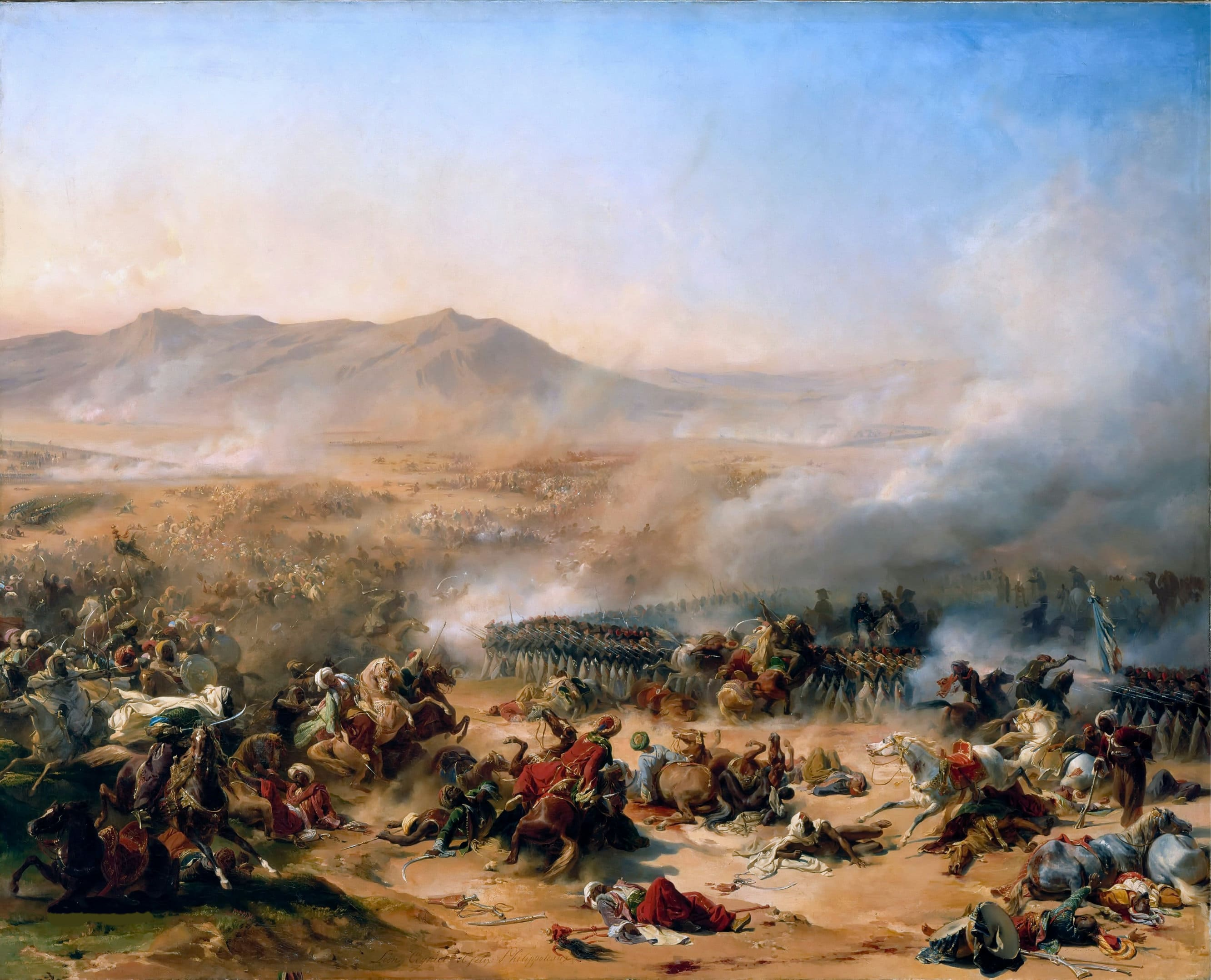
Lors de la bataille du Mont-Thabor (Palestine, 1799) Kléber fit former le carré à ses soldats pour résister à un ennemi nettement supérieur en nombre. On voit bien sur le tableau le mur de fantassins contre lequel la cavalerie ottomane se brise. Lorsque les renforts français arriveront, les Ottomans seront pris sous un feu croisé, et défaits.

Les fantassins formés en carré déchargeaient leurs salves sur la cavalerie qui les chargeait à un moment précis. Il était en effet recommandé, pour avoir le maximum d'efficacité, d'attendre pour donner l'ordre de tirer que les cavaliers ennemis soient arrivés à environ 30 m du carré : les chevaux et les hommes tués ou blessés qui s'accumulaient alors devant le front formaient au carré un rempart contre de nouveaux attaquants.
Le choix du moment opportun pour déclencher le feu était important. En effet un feu commandé trop tôt laissait les fantassins à la merci de l'ennemi, avec un fusil vide dont le rechargement était long : les cavaliers ennemis pouvaient alors les attaquer au sabre, au pistolet ou à la lance, selon leur armement. Et si le feu était commandé trop tard (alors que la charge ennemie arrivait à 20 m du front) les chevaux, même touchés, pouvaient, emportés par leur élan, effondrer les lignes de fantassins, créant une brèche à travers laquelle les suivants pouvaient pénétrer à l'intérieur du carré.
Un carré devait être inébranlable face à une charge de cavalerie, mais n'était pas statique pour autant : des chefs  habiles ont utilisé cette formation pour décimer la cavalerie ennemie, soit en l'accablant sous des feux de salve, soit en la prenant au piège. C'est ce que les Français réussirent contre les Ottomans à la bataille du Mont-Thabor (1799), en les soumettant à un feu croisé.
S'ils étaient nombreux, les carrés d'infanterie étaient ordonnés en damier les uns par rapport aux autres, afin d'éviter les accidents du type tir ami.

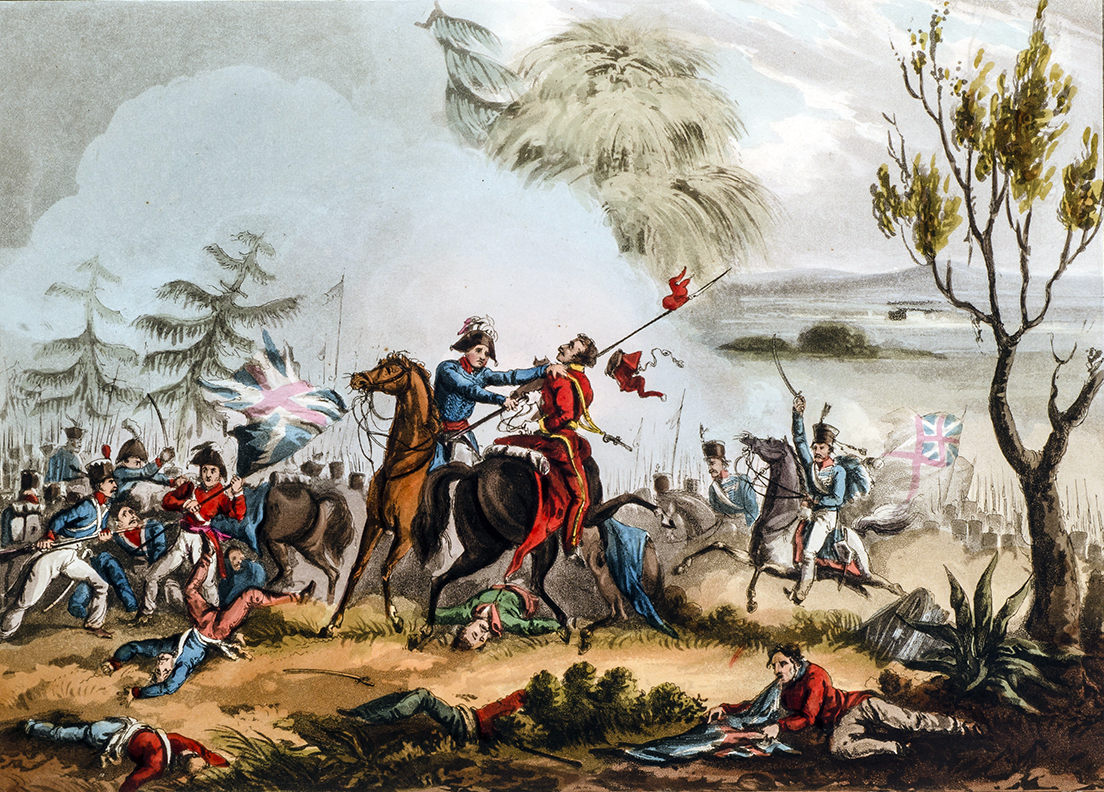
L'infériorité de l'infanterie en ordre dispersé devant une attaque de cavalerie est évidente : ici, lors de la bataille d'Albuera (1811), le 3e régiment d'infanterie anglaise (The Buffs) est écrasé par les uhlans qui ont pu les charger de flanc, sous la pluie, alors que de plus les britanniques faisaient mouvement. Le 31e régiment, lui, aura le temps de former le carré et sera épargné

Lors de la bataille de Waterloo (1815), les carrés d'infanterie (sur quatre rangs d'hommes) des Alliés tinrent contre 11 charges de cavalerie française (laquelle n'était soutenue ni par l'artillerie montée ni par l'infanterie).
Lors de la bataille de Lützen (1813), des carrés de troupes françaises non aguerries soutinrent  les charges de la cavalerie Alliée, qui pourtant était soutenue par son artillerie montée et son infanterie.
Autres exemples de l'efficacité défensive impressionnante du carré d'infanterie : la bataille d'Iéna-Auerstedt (1806), la bataille de Pultusk (1806), la bataille de Fuentes de Oñoro (1811) et la 1re bataille de Krasnoï (14 août 1812). Lors de la bataille d'Albuera (1811), la cavalerie française (uhlans et hussards) lancée par Latour-Maubourg avance cachée par un orage de pluie et de grêle (qui de plus rend les fusils des redcoats inefficaces) et détruit presque complètement la colonne Colborne; seul le 31st (Huntingdonshire) Regiment of Foot, qui a pu former le carré, échappe au massacre.

### La rupture du carré

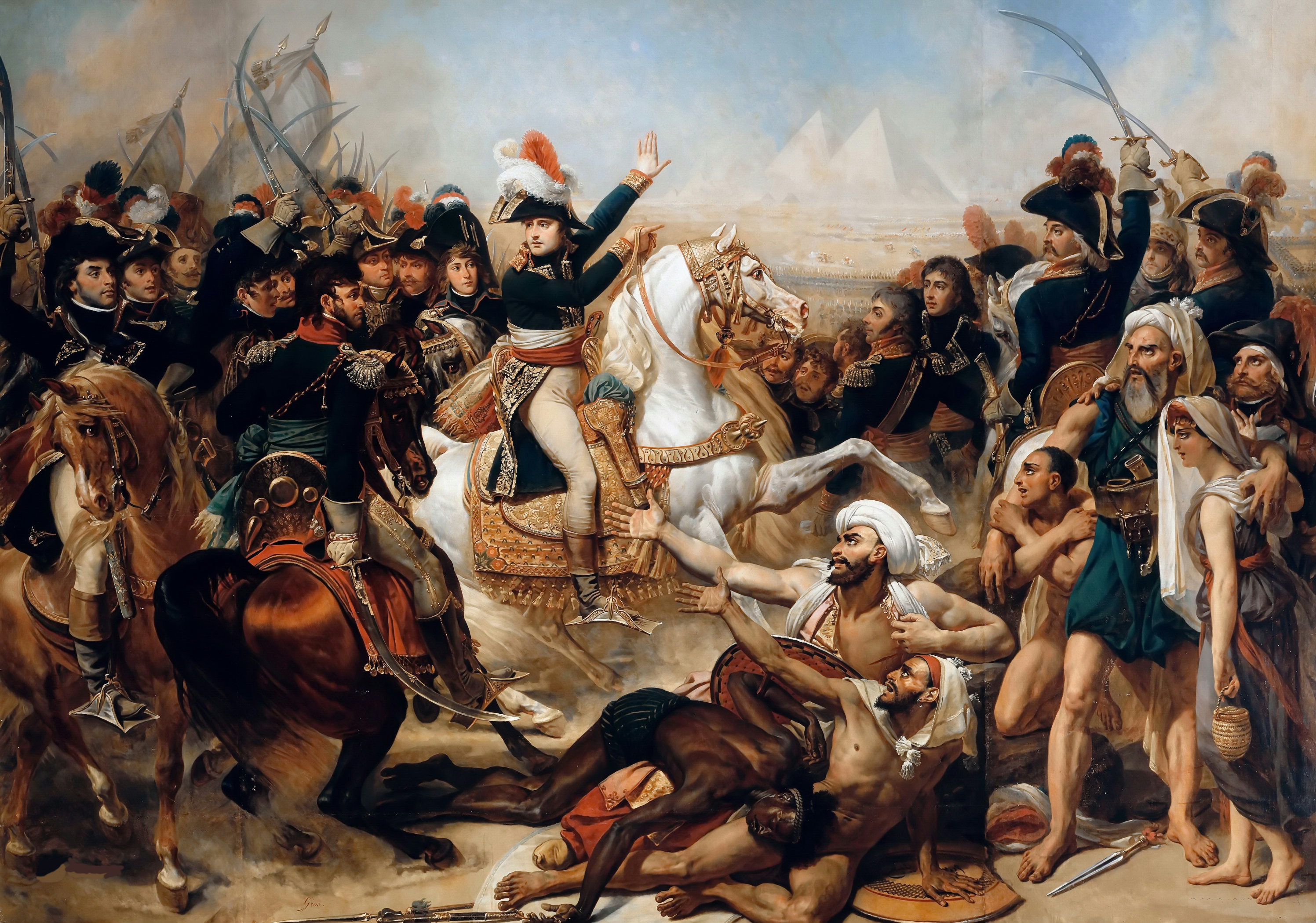
Lors de la Bataille des Pyramides, les cavaliers mamelouks ont chargé en vain l'infanterie française : elle s'est massée en carré et les a repoussés (toile de Antoine-Jean Gros)

Les charges de cavalerie contre un carré d'infanterie étaient menées en formation serrée, de façon à essayer de semer la panique dans les rangs de fantassins peu aguerris, provoquant leur débandade – ou d'arriver au contact pour provoquer un maximum de pertes chez l'ennemi.
La cavalerie se lançait souvent contre les coins du carré, qui étaient connus comme étant les points faibles de la formation. Elle utilisait aussi des feintes ou de fausses attaques, en espérant que les fantassins lâcheraient leur volée trop tôt, et seraient ensuite vulnérables, n'ayant plus en main que des fusils vides, qui, avec leur baïonnette, n'étaient plus que de courtes piques.

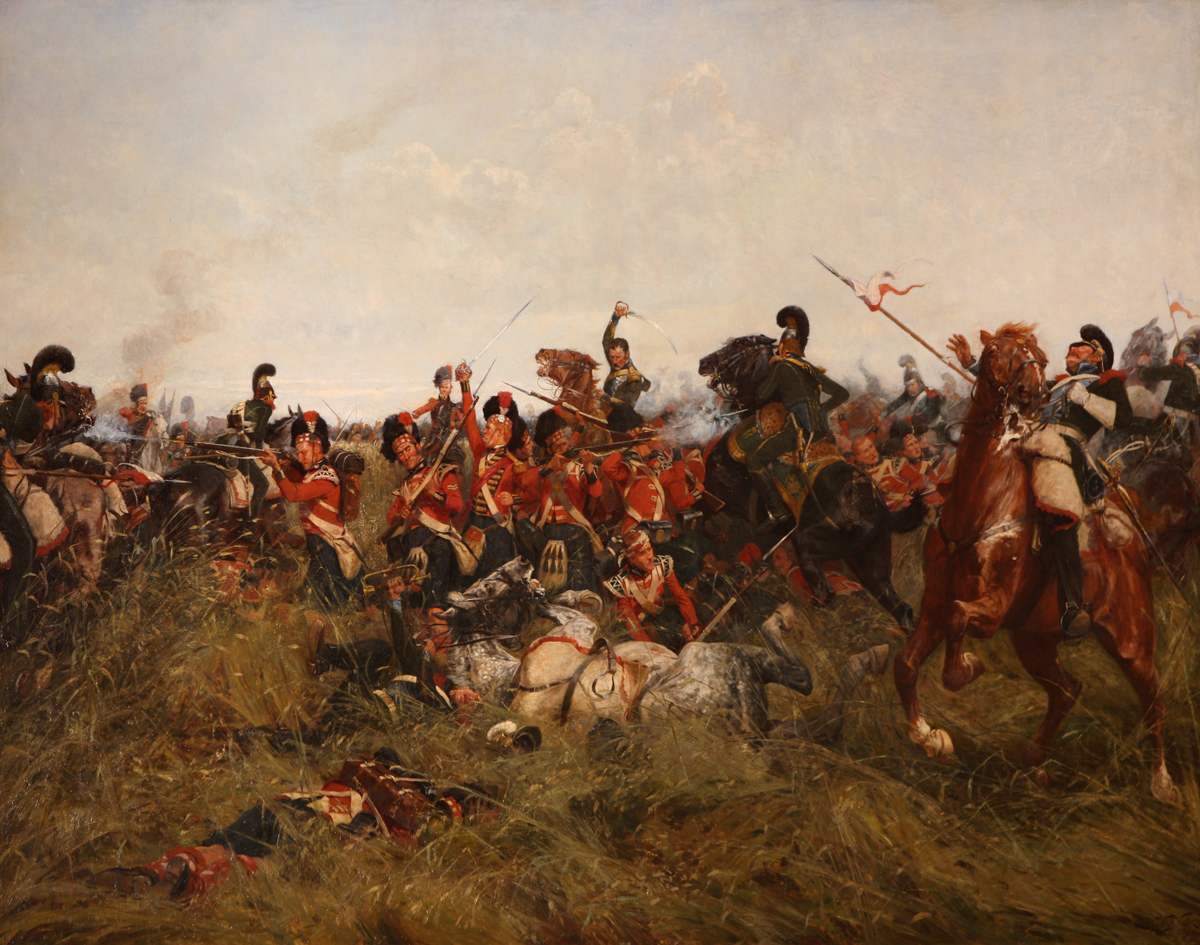
Bataille des Quatre-Bras (1815) : les Highlanders de la Black Watch, attaqués par la cavalerie française, n'ont pas eu le temps de former le carré; ils perdent pied et vont devoir se réfugier dans un bois.

En fait, si les fantassins étaient disciplinés et tenaient bon, la cavalerie n'avait pratiquement aucune chance de « culbuter un carré et de le transformer en une ruine sanglante ». Cela arriva pourtant, exceptionnellement : ainsi lors de la bataille de Medina de Rioseco (au nord de Valladolid, le 14 juillet 1808), les fantassins navarrais résistèrent longtemps, puis lâchèrent pied.
L'arme la plus efficace contre le carré d'infanterie n'était pas la cavalerie, mais l'artillerie. Cependant celle-ci devait approcher à courte distance pour être vraiment efficace contre une formation de 20 m de côté : cette cible était difficile à atteindre pour l'artillerie de campagne qui tirait généralement à des distances de 600 m ou plus. Les attaquants utilisaient donc l'artillerie montée : des canons légers de calibre moyen ou petit, que leurs attelages pouvaient approcher tout près du carré d'infanterie. Les fantassins à l'approche de la cavalerie formaient le carré, et devenaient alors une cible compacte et facile pour l'artillerie montée ; et une fois démantelé par les canons, le carré devenait une proie facile pour la charge de cavalerie.

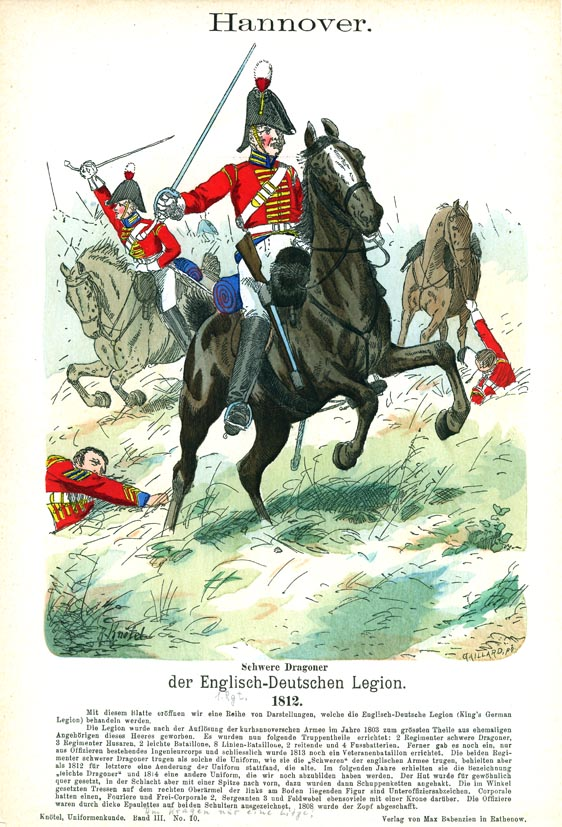
Les dragons lourds de la King's German Legion de Bock qui, fait d'armes sans précédent, défirent deux carrés d'infanterie française (commandés par Maximilien Foy) lors de la bataille de García Hernández, le 23 juillet 1812

Faute d'artillerie montée, l'association cavalerie-infanterie était efficace contre un carré d'infanterie : l'attaque par l'infanterie poussait le carré à se mettre en ordre dispersé pour répondre au tir ennemi, et il devenait alors vulnérable à la charge de cavalerie. Il y eut au moins un cas connu de carré d'infanterie chargé par des fantassins : lors de la bataille des Quatre-Bras, le capitaine Jean Baptiste Fidèle Bréa, à la tête de 140 carabiniers du 1er régiment d'infanterie légère, mena l'attaque à la baïonnette contre un carré d'Écossais (il y eut 42 morts chez les attaquants français).
Il était aussi possible que la cavalerie surprenne l'infanterie avant qu'elle n'ait eu le temps de former le carré : lors de la bataille des Quatre-Bras (1815) plusieurs corps britanniques furent ainsi pris au dépourvu par la cavalerie française qui s'était dissimulée derrière un repli de terrain.
Le carré d'infanterie pouvait donc voir son efficacité fortement diminuée dans certaines circonstances. Par exemple, quand un orage détrempait sa poudre, il était réduit à un bataillon de piquiers, dépendant pour sa survie de son courage et de sa discipline : ainsi lors de la campagne d'Allemagne, le 23 août 1813, à Goldberg, les soldats du 150e régiment d'infanterie résistent à la baïonnette contre les charges de cavalerie des Coalisés bien qu'une pluie torrentielle ait détrempé leur poudre ; d'où la devise du régiment : « Par le fer quand le feu manque ».
Autres circonstances critiques : quand les soldats étaient fatigués ou démoralisés, la solidité du carré était diminuée – et quand le feu était commandé trop tôt ou trop tard… Dans ce dernier cas, un cheval mortellement blessé pouvait effondrer un de ses murs, donnant accès aux ennemis. Cela arriva lors de la bataille des Arapiles (23 juillet 1812) : « Les dragons lourds de la King's German Legion commandés par Bock chargent un carré formé par le 6° d'infanterie légère. Les Français tirent trop tard, et certes leur salve tue un bon nombre de cavaliers, mais un cheval mortellement blessé tombe sur le front français. Il rue, se débat, et renverse au moins une demi-douzaine d'hommes, créant une brèche dans laquelle s'engouffre le capitaine Gleichen. Ses hommes le suivent, le carré est brisé, les Français se rendent en masse. Un 2nd carré, démoralisé par le spectacle, perd pied et se désagrège dès que les dragons le chargent. »

## À la fin duXIXesiècleet au début duXXe

### Lors des guerres coloniales
le carré d'infanterie fut utilisé en particulier
- Pendant la première guerre anglo-afghane, lors de la bataille de Gandamak (janvier 1842) : ultime tentative de survie des derniers soldats britanniques (700 morts, sans compter les milliers d'auxiliaires indiens et les civils…)
- Pendant la guerre anglo-perse, lors de la bataille de Khushab (en) (le 7 février 1857), le 3rd Bombay Light Cavalry attaqua et brisa un carré de 500 fantassins persans. Il n'y eut que 20 survivants parmi les Persans…
- Pendant la guerre anglo-zouloue (1879), le carré d'infanterie fut utilisé avec profit par le lieutenant-general Frederic Augustus Thesiger (lord Chelsmford) : une fois à titre défensif  (Bataille de Gingindlovu), puis comme moyen efficace d'attaque en rase campagne d'une armée de dix à quinze mille Zoulous lors de la bataille d'Ulundi, qui marqua la fin de la guerre[5].
- Pendant la guerre des Mahdistes : le carré d'infanterie est principalement défensif, comme à Tamai et Abu-Klea.

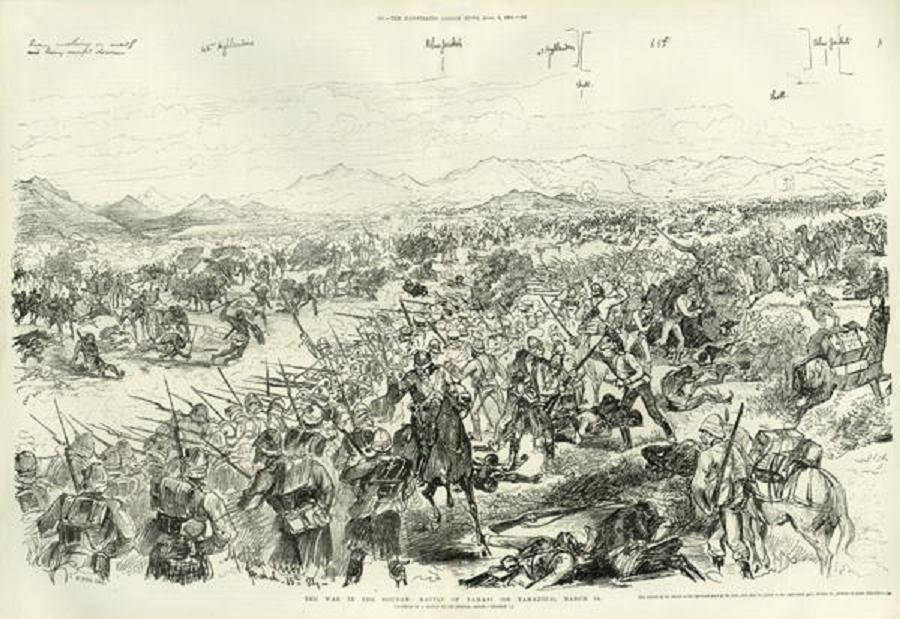
Bataille de Tamai

- - Dessiné lors de la bataille de Tamai (13 mars 1884), ce croquis du correspondant de guerre Melton Prior montre bien les highlanders de la Black Watch dressant un mur d'hommes et de fusils contre la vague d'attaquants. Des guerriers mahdistes sont cependant parvenus à l'intérieur du carré, où écossais et cavaliers les achèvent. La discipline et le sang-froid britanniques permettent de redresser la situation, et même les canons emportés par les Mahdistes ont été repris. Les pertes seront élevées : 214 Britanniques, et 4 000 dervishes.

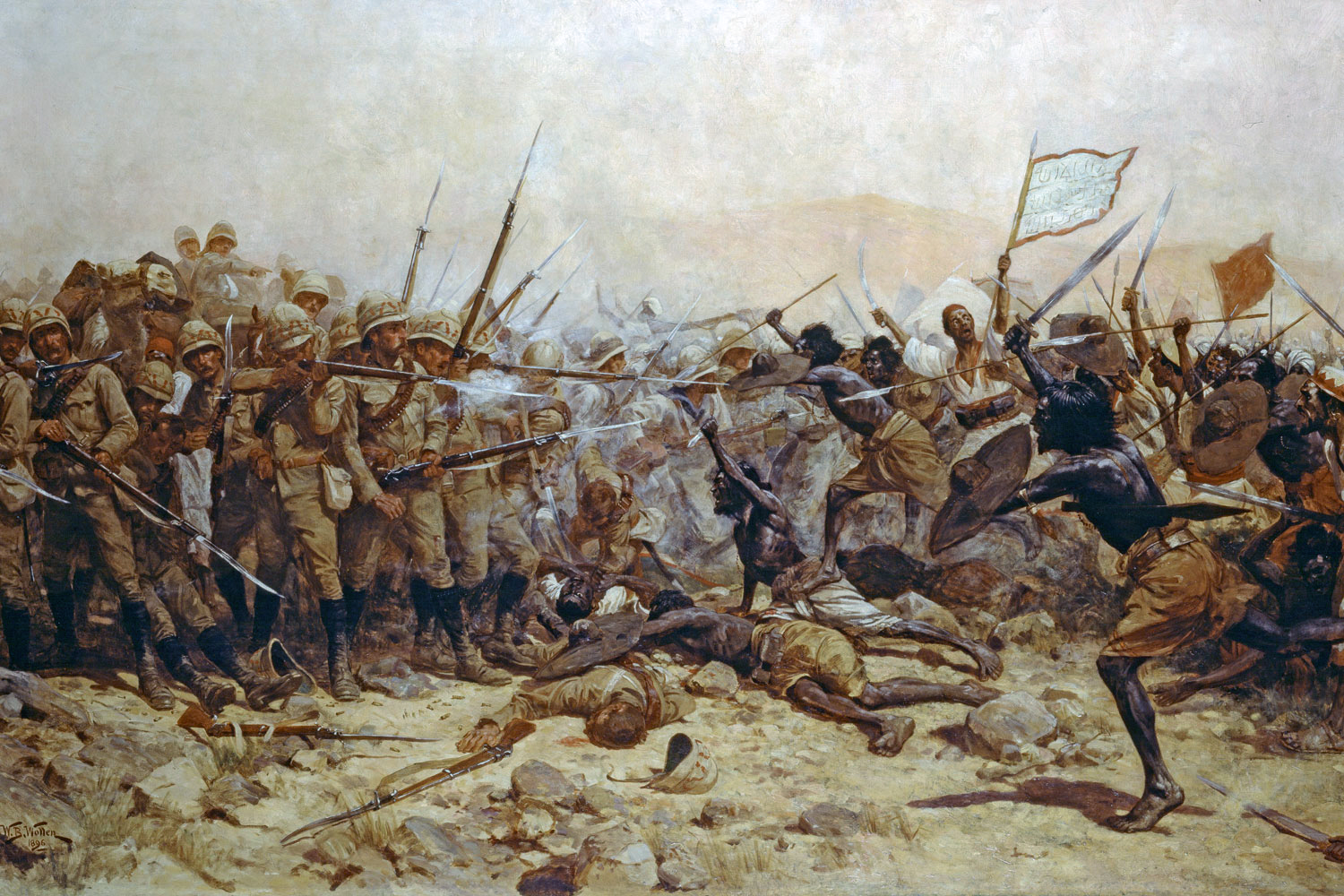
Bataille d'Abu Klea

- - Lors de la bataille d'Abu Klea (16 & 17 janvier 1885), une colonne britannique, partie au secours de Gordon assiégé dans Khartoum, est attaquée par les Mahdistes. Le tableau ci-contre donne une vue réaliste de la 1re ligne du carré britannique, sur laquelle déferlent les  fuzzy-wuzzies. Le carré est enfoncé, mais les britanniques se retournent contre les guerriers noirs enfermés dans le carré et les éliminent. Pertes : 150 britanniques, et 1 500 dervishes[6].

Mais, comme l'a écrit Roger Ayers, le carré d'infanterie devint aussi une formation d'attaque "vaste et compacte, de 1 000 à 1 500 hommes, capable d'avancer lentement, avec des rangs d'infanterie ou de cavalerie formant les 4 côtés, et au centre l'artillerie, les mitrailleuses sur affuts à roues, les chariots de transport, les animaux de trait et leur personnel. Ce genre de carré ne pouvait tenir que contre des ennemis dépourvus d'armes à feu".
- Pendant la seconde guerre italo-éthiopienne, en 1936, lors de la bataille du Shiré, les Italiens formèrent le carré en prévision d'une contre-attaque éthiopienne (qui ne se produisit pas)[8].

### En Amérique

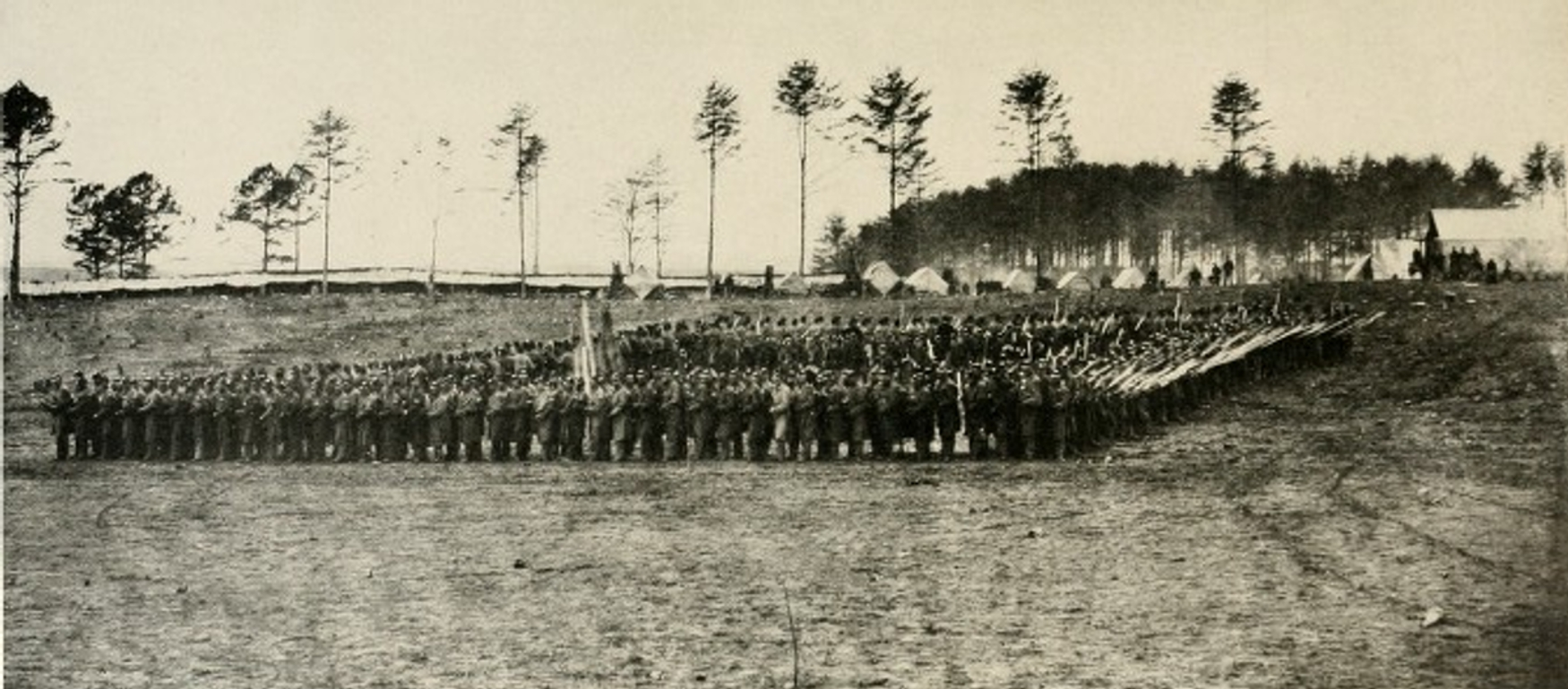
Guerre de Sécession : près de son camp et sur un terrain d'exercice soigneusement nettoyé et délimité, une unité de l'armée nordiste fait une démonstration de formation d'un carré d'infanterie sur 2 rangs. La photo est visible dans le volume IV (consacré à la cavalerie) d'un livre nommé The Photographic history of the Civil War in 10 volumes, paru en 1911 à New York.

- En 1827, lors de la guerre de Cisplatine, entre l'empire du Brésil et les Provinces-Unies du Río de la Plata, les cavaleries gaúchas (uruguayennes et argentines) ont chargé à plusieurs reprises contre les deux divisions brésiliennes de Calado et Barreto, ces dernières ont résisté à plusieurs charges et ont quitté le terrain en ordre et en combattant.
- Pendant la guerre de Sécession on ne connait qu'un exemple d'utilisation du carré d'infanterie :  celui que forma le 32° Indiana Volunteer Infantry pour résister à trois charges des Texas Rangers, lors de la bataille de Rowlett's Station (17 décembre 1861).

D'ailleurs quand le 1er juin 1863 le jeune Arthur Fremantle, officier anglais en visite sur le front de l'armée du Tennessee, demande (il est capitaine des Coldstream Guards)  si les recrues sudistes savent former le carré d'infanterie, on lui répond : « Inutile, ici il n'y a pas de charges massives de cavalerie : le terrain ne le permet pas, et la cavalerie yankee n'aurait pas l'estomac de charger ainsi… ». Fremantle constatera (et déplorera) par la suite que les cavaliers américains sont le plus souvent en fait des fantassins montés.
- Pendant les guerres indiennes, en août 1867, au Kansas, lors de la bataille de Saline River (en), un escadron de cavalerie US (des Buffalo Soldiers afro-américains du 10e régiment de cavalerie (en)) réussit à échapper à un parti de cavaliers cheyennes quatre fois plus nombreux en formant un carré d'infanterie et en se déplaçant sur 15 miles, tout en tiraillant. Au bout de 8 heures, après que 2 000 cartouches aient été tirées par les cavaliers US (un seul mort chez eux), les Amérindiens abandonnent le combat[9].

Le capitaine George A. Armes attribua ce succès US au courage de ses Buffalo Soldiers noirs,,.
- Au Paraguay, pendant la guerre de la Triple-Alliance, lors de la bataille d'Acosta Ñu (en) (16 août 1869) la cavalerie brésilienne défit le carré d'infanterie formé (trop tard) par l'armée paraguayenne, d'ailleurs composée en grande partie d'enfants…

## Évolution
Le carré d'infanterie tomba en désuétude lorsque la cavalerie hippomobile disparut comme arme d'attaque - et qu'apparurent par ailleurs les armes à feu modernes à répétition : un groupe dense de fantassins était trop exposé à leur feu.

## Sources
- (en) Cet article est partiellement ou en totalité issu de l’article de Wikipédia en anglais intitulé « Infantry square » (voir la liste des auteurs).

- (de) Cet article est partiellement ou en totalité issu de l’article de Wikipédia en allemand intitulé « Karree (Militär) » (voir la liste des auteurs).